# Colt Diamondback

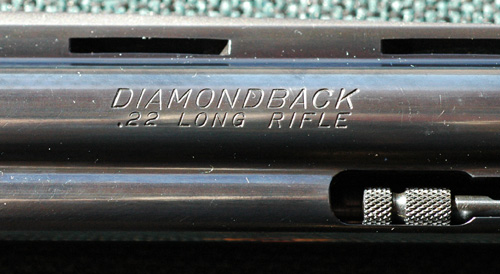
Штамп на стволі револьвера .22 калібру Colt Diamondback

Colt Diamondback револьвер виробництва Colt's Manufacturing Company під набої .22 LR та .38 Special. Револьвер було створено на хвилі успіху револьвера Colt Python. Diamondback випускали з 1966 по 1988 роки. Револьвери пропонували зі стволами довжиною 2½, 4 та 6 дюйми.

## Опис
В 1966 році Кольт представив револьвер Diamondback подвійної дії як розкішну модель. Він мав широкий цільовий курок з насічками, вентильовану планку, регульовані цільові приціли та підствольний кожух. Револьвер мав 6-зарядний відкидний барабан і мав дві фінішні обробки: синє воронування або нікелювання. Візуально Diamondback схожий на зменшену версію револьвера Python, хоча УСМ був не настільки точно налаштований як у револьвера Python, крім того він не мав обробки Royal Blue. Револьвер Python зроблено на "рамці I", а револьвер Diamondback зроблено на меншій "рамі D", яку використовували в револьвері Detective Special. Diamondback було знято з виробництва в 1988 році.
Через легкий відбій набою .22 калібру, версія .22 Diamondback можна використовувати для навчання стрільців-початківців. Він став популярним серед шанувальників зброї через невисоку вартість набоїв .22 калібру.
Крім того Diamondback виробляли для правоохоронців, яким не дозволялося використовувати набої .357 Magnum.

## Користувачі
- Colt Diamondback був колекції Саддама Хусейна.[5]

## В масовій культурі
- Берт Рейнольдс використовував 6" .38 Colt Diamondback в фільмі 1981 року Команда Шаркі.
- Джон Вейн використовував 4" .38 Colt Diamondback в фільмі 1975 року Бренніган.
- Стів Макквін використовував 2.5" .38 Colt Diamondback  в фільмі 1968 року Булліт.[6]
- Пітер Бойл використовував .22 Colt Diamondback в фільмі 1973 року Друзі Едді Койла.
- Італійській фільм Спеціальний загін Кольт 38 (Quelli della Calibro 38) про групу полійеських-вигнанців озброєних револьверами .38 Colt Diamondback.